# Аґара (Тхілнарі)
Аґара (груз. აგარა) — село в Грузії.
За даними перепису населення 2014 року в селі проживає 318 осіб.